# 斯坦尼斯拉夫·格罗斯
斯坦尼斯拉夫·格罗斯（捷克語：Stanislav Gross；1969年10月30日—2015年4月16日），捷克政治家，前任捷克总理。

## 政治生涯
生于布拉格，格罗斯毕业于布拉格职业运输学校，1993至1999年在布拉格查理大学法学院深造，并获硕士学位。他长期担任捷克议会社民党议员。1998年7月至2000年4月任众议院副议长，2000年4月出任内务部长，2002年4月任第一副总理兼内务部长。2004年6月代替什皮德拉任社民党代理主席，7月26日，被任命为新一届政府总理。2005年3月，格罗斯当选捷克社会民主党主席。2005年4月，为了平息由其个人巨额财产来源不明和夫人经商引起的政府信任危机，他辞去政府总理职务。

## 逝世
2015年4月16日，格羅斯因漸凍人症過世，享年45歲。